# اسپرس درختی سریکوفیلا

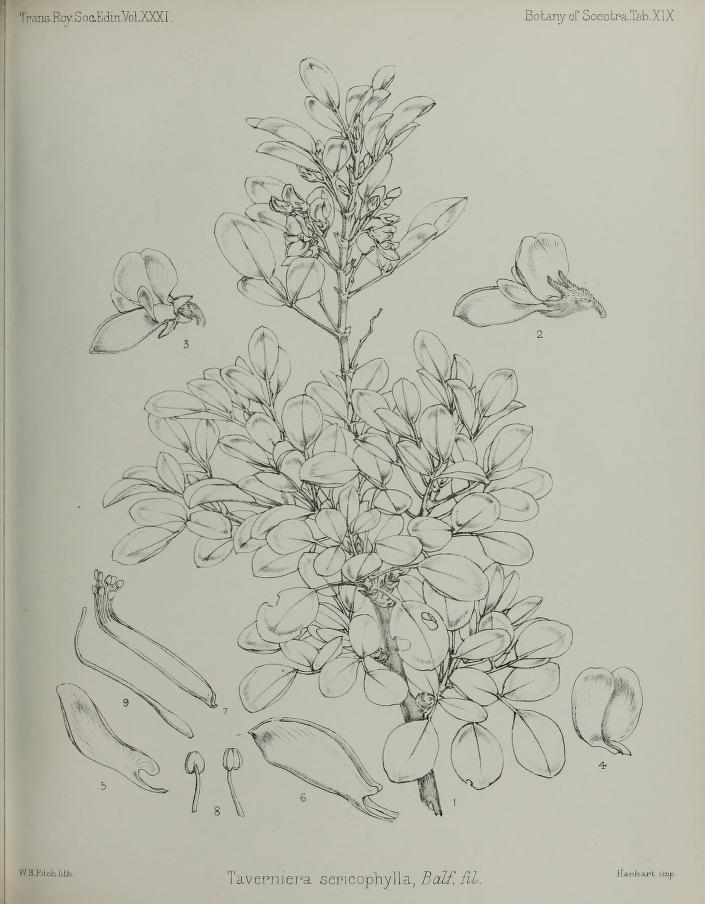
اسپرس درختی سریکوفیلا

اسپرس درختی سریکوفیلا (نام علمی: Taverniera sericophylla) نام یک گونه از سرده اسپرس درختی است.